# FIM-43 Redeye
FIM-43 Redeye, američki lako prijenosni sustav protuzračne obrane. Proizvodnja prestaje 1969. nakon što je proizvedeno oko 85,000 sustava. Redeye se polako povlači iz upotrebe u razdoblju od 1982. do 1995. dolaskom modernijeg FIM-92 Stingera.

## Razvoj
Još 1948. američka je vojska počela potragu za novim pješačkim protuzračnim oružjem jer je dotadašnje osnovno PZO oružje - teška strojnica kalibra 12,7 mm, postala neučinkovita protiv brzih borbenih aviona s mlaznim pogonom. Nekoliko je različitih sustava, baziranih na topovima, ali i raketnoj tehnologiji, ispitano ali ni jedan od njih nije ušao u operativnu uporabu. U međuvremenu su znatno veći uspjesi u razvoju vođenih projektila ostvareni u američkom ratnom i mornaričkom zrakoplovstvu koji su u uspješnu operativnu uporabu uveli vođene projektile s infracrvenim samonavođenjem Falcon i Sidewinder.
Razvoj prvog američkog i svjetskog lakog protuzračnog raketnog sustava s pasivnim infracrvenim sustavom samonavođenja na ciljeve koji se lansira s ramena vojnika (nazvanog Redeye) počela je tvrtka Convair Pomona (kasnije General Dynamics Pomona) još 1956. kao potpuno privatni projekt. Prva prezentacija novog PZO oružja američkoj kopnenoj vojsci i marinskom korpusu održana je u studenom 1956., ali bez većeg odaziva.
Tijekom 1957. Convair Pomona je ponovno američkoj kopnenoj vojsci predložila da razmotri uvođenje njihovog sustava u naoružanje, ovaj put sa znatno većim uspjehom. Već u travnju sljedeće godine vojska je Pomoni dala jednogodišnji ugovor za demonstraciju tehnologija. Zahtjev je tražio laki PZO raketni sustav koji će imati promjer 70 mm i neće biti teži od devet kilograma, te će se lansirati s ramena vojnika iz lansera koji će nalikovati Bazooki. Do sredine 1959. Pomona je uspješno demonstrirala uporabljivost svih tehnologija potrebnih za novu vrstu PZO oružja, te je u kolovozu iste godine dobila zajednički ugovor američke kopnene vojske i marinaca kojim su se pokrivali troškovi daljnjeg istraživanja i razvoja sustava koji je označen XMIM-43A Redeye. U ožujku 1961. obavljeno je prvo lansiranje projektila Redeye. Zbog potreba sigurnosti prva su lansiranja izvedena iz fiksnog testnog lansera. Prvo lansiranje iz originalnog lansera obavljeno je u svibnju 1961., a prvo lansiranje s ramena operatera u listopadu iste godine.

### Serijska proizvodnja
Tek u listopadu 1965., nakon što su otklonjeni svi nedostaci, General Dynamics je dobio ugovor o serijskoj proizvodnji protuzračnog raketnog sustava FIM-43 Redeye. Serijska proizvodnja Redeyea Block II pokrenuta je 1966. da bi prvi Redeyei u postrojbe stigli tijekom 1967. U svibnju 1967. u serijsku proizvodnju ušla je Redeye Block III konfiguracija koja je prvotbino označena kao XFIM-43C. Ona je rabila XM41E2 projektil koji je zadržao infracrveni sustav za navođenje s projektila XM-41B ali je dobio novi raketni motor XM115, bojnu glavu XM222 i XM821 blizinske upaljače. Za Block III razvijen je i novi lanser XM171 s novim ciljnikom XM62 i novom poboljšanom elektronikom koja je usklađena s novim projektilom. Projektil XM41C mogao je izvoditi manevre do opterećenja od 3 G. I na osnovu sustava XFIM-43C razvijen je sustav XFEM-43C s telemetrijskim sustavom mjerenja. Prvi primjerci Redeyea Block III u postrojbe kopnene vojske i marinaca došli su u ožujku 1968.

## Opis
Cijeli Redeye sustav sastojao se od tri glavne komponente. Osim već spomenutog projektila M41 u lansirnoj cijevi tu je i M46A2 lanser na koji se smještaju lanser, baterija potrebna za lansiranje projektila i spremnih s plinom za hlađenje infracrvenog sustava samonavođenja. Lanser se sastoji od rukohvata s okidačem i optičkog ciljnika. Tijekom uporabe prednji i stražnji dio lansirne cijevi su otvoreni. Prednji dio kako bi se omogućilo da infracrveni senzor otkrije cilj i veže se za njega, a stražnji kako bi se omogućilo nesmetano istjecanje ispušnih plinova raketnog motora.
Kako bi se do maksimuma olakšala uporaba projektila, bez obzira na inačicu, se čuvao i transportirao unutar lansirne cijevi. Projektil XM41 opremili su dvostupanjskim raketnim motorom na čvrsto gorivo M115 koji je istodobno djelovao i kao startni i kao putni motor. Bojna glava mase dva kilograma bila je prefragmentiranog tipa, a za njezino aktiviranje opremili su je upaljačem M814 koji je istodobno djelovao i kao blizinski i kao kontaktni upaljač. Kako ne bi došlo do kolateralne štete na zemlji projektil se, ako bi promašio cilj, sam uništavao nakon 15 sekundi leta.

## Operativna uporaba
Zahvaljujući jednostavnosti sustava prvi su Redeyei, nakon kratkog vremena obuke operatera, u punu operativnu uporabu u postrojbama američke kopnene vojske i marinaca ušli već 1968. Do kraja 1974., kad je proizvodnja Redeyea obustavljena, proizvedeno je više od 85 000 komada. 
Prvi strani kupac Redeyea bila je Švedska koja je zanimanje za novo oružje pokazala još 1964. da bi u rujnu 1966. potpisala ugovor za dopremu deset komada i pratećih sustava za obuku operatera. Tih je deset komada iskorišteno za testiranje uporabljivosti Redeyea. Nakon uspješnih testiranja Švedska je 1967. kupila daljnjih 1083 komada. Redeye je u švedskoj vojsci dobio oznaku Rb-69 (Robot-69).
Osim Švedskoj, Redeye se izvozio i u: Australiju (260 komada), Dansku (243 komada s poboljšanim raketnim motorom FIM-43C i lokalnim imenom Hamlet), Čad, Salvador (vojska i neke gerilske skupine), SR Njemačku (1400 komada i s lokalnom oznakom Fliegerfaust-1, FLF-1), Grčku (100 komada), Izrael (više od 1000 komada), Jordan, Nikaragvu, Saudijsku Arabiju (500 komada), Somaliju, Sudan, Tajland i Tursku.
Zbog svoje jednostavnosti u uporabi te male mase i dimenzija Redeye će se vrlo brzo naći u naoružanju raznih vojski i gerilskih pokreta. Redeye je testiran i u Afganistanu kada je američka CIA opskrbljivala mudžahedine s ovim sustavom, a pokazao se uspješan u obaranju Mi-8 i Mi-24 helikoptera.

## Inačice
- Block I FIM-43/XFIM-43A/XMIM-43A - Osnovni model
- Block II FIM-43B/XFIM-43B/XMIM-43B - Inačica s plinski hlađenim sustavom navođenja i unaprijeđenom bojnom glavom.
- XFEM-43B - Eksperimentalni projektil.
- Block III FIM-43C/XFIM-43C - Produkcijska inačica s novim eksplozivom i novim lanserom.
- XFEM-43C - Eksperimentalni projektil
- FIM-43D - Unaprijeđena inačica.